# Micromeria browiczii
Micromeria browiczii là một loài thực vật có hoa trong họ Hoa môi. Loài này được Ziel. & Kit Tan mô tả khoa học đầu tiên năm 2001.